# Powiat miński
Powiat miński – powiat w Polsce (województwo mazowieckie), w aglomeracji warszawskiej, restytuowany w 1999 roku w wyniku reformy administracyjnej. Jego siedzibą jest miasto Mińsk Mazowiecki.
Powiat miński należy do największych powiatów ziemskich w Polsce (27 pozycja).
Powiat jest średnio zurbanizowany. 46% (2019) ludności powiatu mieszka w miastach, podczas gdy odsetek ten dla Polski wynosi 60%. Przy czym występują tu takie dawne miasta jak Stanisławów, Kuflew i Okuniew; a także duże wsie które nigdy miastami nie były, jak Dębe Wielkie (ok. 3200 mieszkańców) czy Stojadła (blisko 1000).
Powiat miński graniczy z pięcioma powiatami województwa mazowieckiego: garwolińskim, otwockim, wołomińskim, siedleckim i węgrowskim, a także z Warszawą.
Według danych z 31 grudnia 2019 roku powiat zamieszkiwało 154 526 osób. Natomiast według danych z 30 czerwca 2020 roku powiat zamieszkiwały 154 942 osoby.

## Podział administracyjny
W skład powiatu wchodzą:
- gminy miejskie: Mińsk Mazowiecki, Sulejówek
- gminy miejsko-wiejskie: Cegłów, Dobre, Halinów, Kałuszyn, Latowicz, Mrozy, Siennica
- gminy wiejskie: Dębe Wielkie, Jakubów, Mińsk Mazowiecki, Stanisławów
- miasta: Cegłów, Dobre, Halinów, Kałuszyn, Latowicz, Mińsk Mazowiecki, Mrozy, Siennica, Sulejówek

Gminy powiatu według liczby mieszkańców (dane z 2016 roku)
| Nazwa jednostki administracyjnej | Herb | Typ jednostki administracyjnej | Ludność | Powierzchnia [km²] | Gęstość zaludnienia [na 1 km²] |
| -------------------------------- | ---- | ------------------------------ | ------- | ------------------ | ------------------------------ |
| Mińsk Mazowiecki                 |      | gmina miejska                  | 40383   | 13                 | 3060                           |
| Sulejówek                        |      | gmina miejska                  | 19489   | 19                 | 1009                           |
| Halinów                          |      | gmina miejsko-wiejska          | 15527   | 63                 | 246                            |
| Mińsk Mazowiecki                 |      | gmina wiejska                  | 14856   | 112                | 132                            |
| Dębe Wielkie                     |      | gmina wiejska                  | 9823    | 78                 | 126                            |
| Mrozy                            |      | gmina miejsko-wiejska          | 8743    | 145                | 60                             |
| Siennica                         |      | gmina miejsko-wiejska          | 7409    | 111                | 67                             |
| Stanisławów                      |      | gmina wiejska                  | 6677    | 107                | 63                             |
| Cegłów                           |      | gmina miejsko-wiejska          | 6194    | 96                 | 65                             |
| Dobre                            |      | gmina miejsko-wiejska          | 6016    | 125                | 48                             |
| Kałuszyn                         |      | gmina miejsko-wiejska          | 5933    | 94                 | 63                             |
| Latowicz                         |      | gmina miejsko-wiejska          | 5443    | 114                | 48                             |
| Jakubów                          |      | gmina wiejska                  | 5067    | 87                 | 58                             |

Miasta powiatu według liczby mieszkańców (dane z 2016 roku)
| Nazwa miasta     | Rok nadania praw miejskich | Herb | Ludność | Powierzchnia [km²] | Gęstość zaludnienia [na 1 km²] |
| ---------------- | -------------------------- | ---- | ------- | ------------------ | ------------------------------ |
| Mińsk Mazowiecki | 1421                       |      | 40383   | 13                 | 3060                           |
| Sulejówek        | 1962                       |      | 19489   | 19                 | 1009                           |
| Halinów          | 2001                       |      | 3688    | 4                  | 1299                           |
| Mrozy            | 2014                       |      | 3546    | 8                  | 459                            |
| Kałuszyn         | 1662                       |      | 2924    | 12                 | 238                            |
| Cegłów           | 2022 (1621)                |      | 2846    | 8                  | 356                            |
| Latowicz         | 2023 (1420)                |      | 1380    | 25,7               | 54                             |
| Siennica         | 2024 (1526)                |      | 2600    | 12                 | 221                            |
| Dobre            | 2024 (1530)                |      | 1627    | 9                  | 189                            |

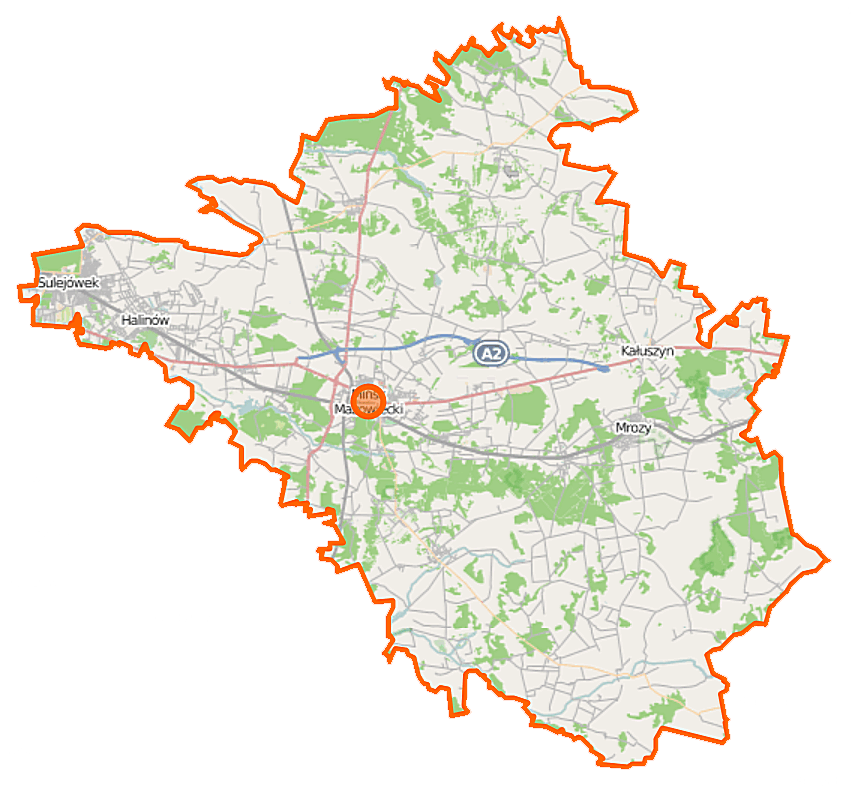
Mapa powiatu

Inne ważniejsze miejscowości powiatu według liczby mieszkańców (dane z lipca 2015 roku)
| Nazwa        | Status      | Ludność |
| ------------ | ----------- | ------- |
| Dębe Wielkie | wieś gminna | 3239    |
| Stanisławów  | wieś gminna | 2200    |
| Okuniew      | wieś        | 2013    |

## Historia
Historia powiatu mińskiego jest ściśle związana z historią miasta Mińsk Mazowiecki, które uzyskało prawa miejskie w 1421 roku. W okresie I Rzeczypospolitej miasto wraz z okolicznymi ziemiami znajdowało się w województwie mazowieckim, a obszar przyszłego powiatu mińskiego obejmował wschodnie rubieże Ziemi Warszawskiej (m.in. Stanisławów, Dębe Wielkie, Jakubów i Okuniew), wschodnie rubieże Ziemi Czerskiej (m.in. Latowicz, Mińsk Mazowiecki, Kuflew) i zachodnie rubieże Ziemi Liwskiej (m.in. Kałuszyn i Dobre). 

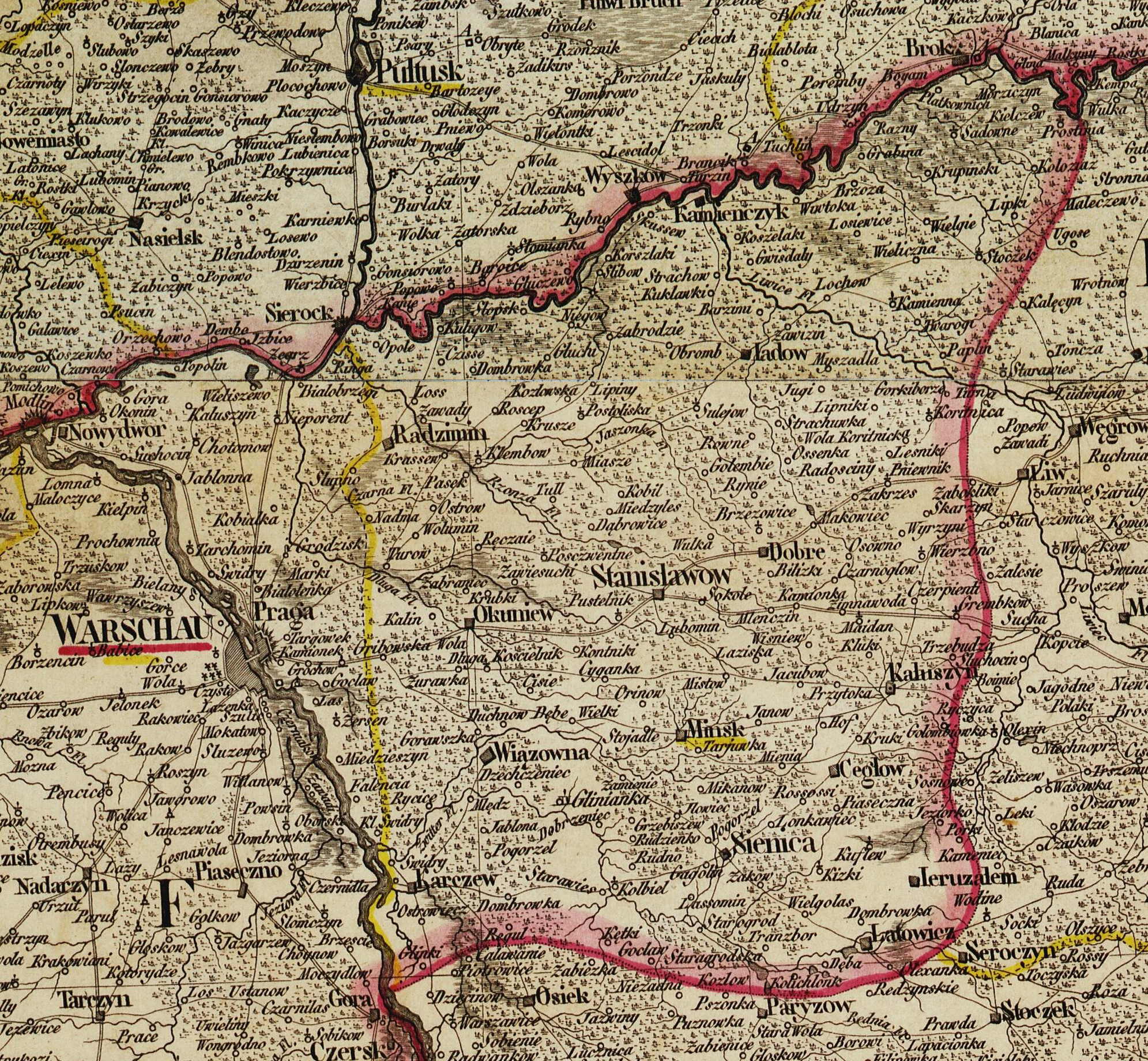
Obwód stanisławowski w roku 1816, Karte von dem Koenigreich Pohlen.

W okresie rozbiorów, w 1795 roku, na krótko znalazł się w zaborze austriackim, od 1809 w Księstwie Warszawskim, a po jego upadku 1815 w zaborze rosyjskim w utworzonym Królestwie Polskim. Wprowadzono wówczas nowy podział administracyjny tworząc województwa i obwody. Obwody składały się natomiast z powiatów będących okręgami wyborczymi i sądowniczymi. Utworzono obwód stanisławowski, w którego skład wchodziły dwa powiaty: siennicki i stanisławowski. Pierwotnie jego siedzibą miał się stać Okuniew, ostatecznie 16 stycznia 1816, kiedy to nowy podział administracyjny został zatwierdzony przez gen. Józefa Zajączka powstał obwód stanisławowski z siedzibą w Mińsku.

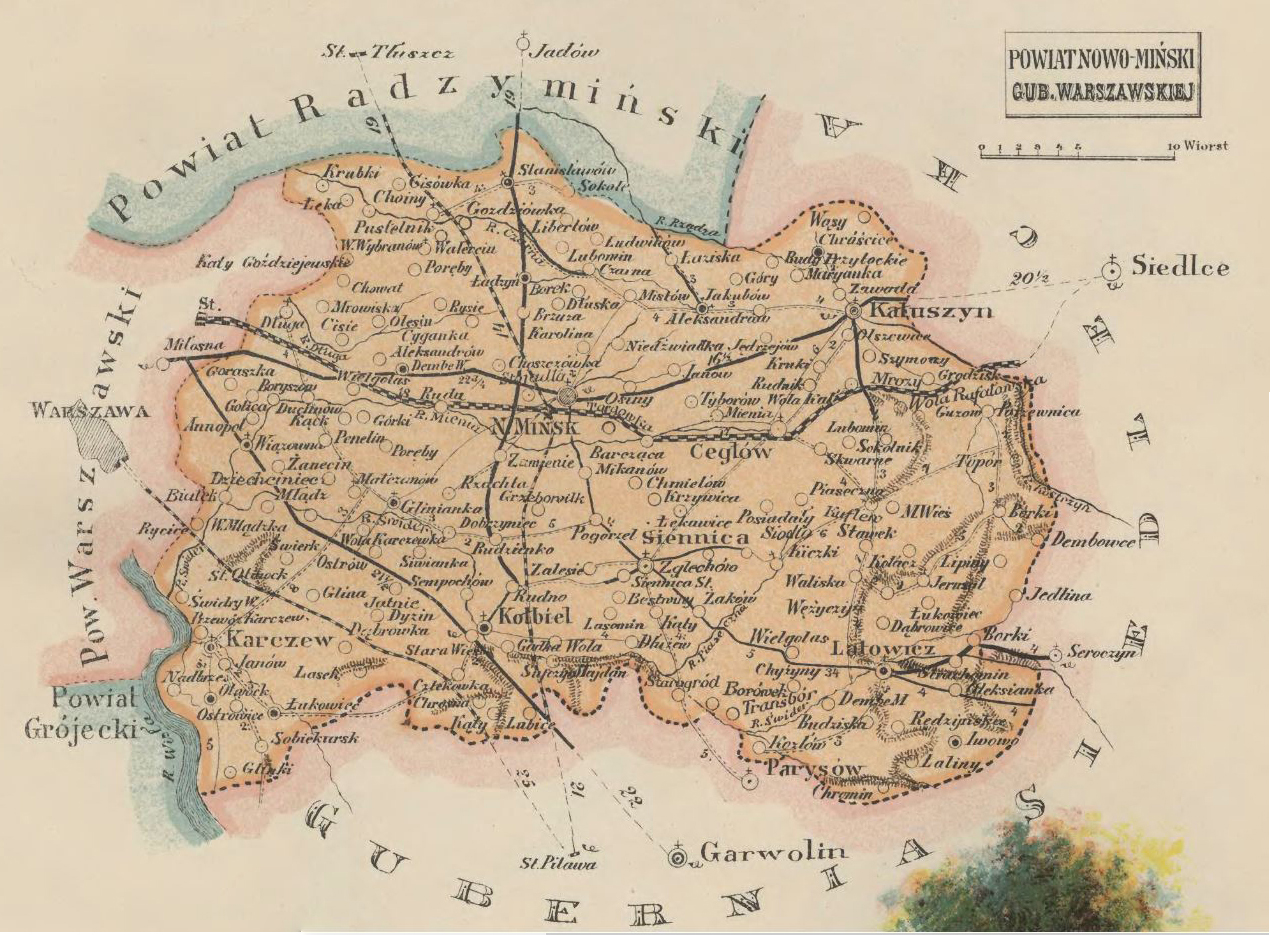
Powiat nowomiński, Altas geograficzny ilustrowany, 1907.

Według Słownika Geograficznego Królestwa Polskiego powiat miński obejmował:
- miasta: Mińsk Mazowiecki i Kałuszyn
- osady miejskie: Cegłów, Kołbiel, Siennica, Latowicz, Stanisławów
- gminy wiejskie: Cegłów, Chruścice, Dębe Wielkie, Glinianka, Iwowe, Jakubów, Kołbiel, Kuflew, Latowicz, Ładzyń, Łukowiec, Mińsk Mazowiecki, Otwock, Siennica, Stanisławów i Wiązowna[5]. Powiat miński ok. 1920, Mapa województwa warszawskiego, opr. J.M. Bazewicz.

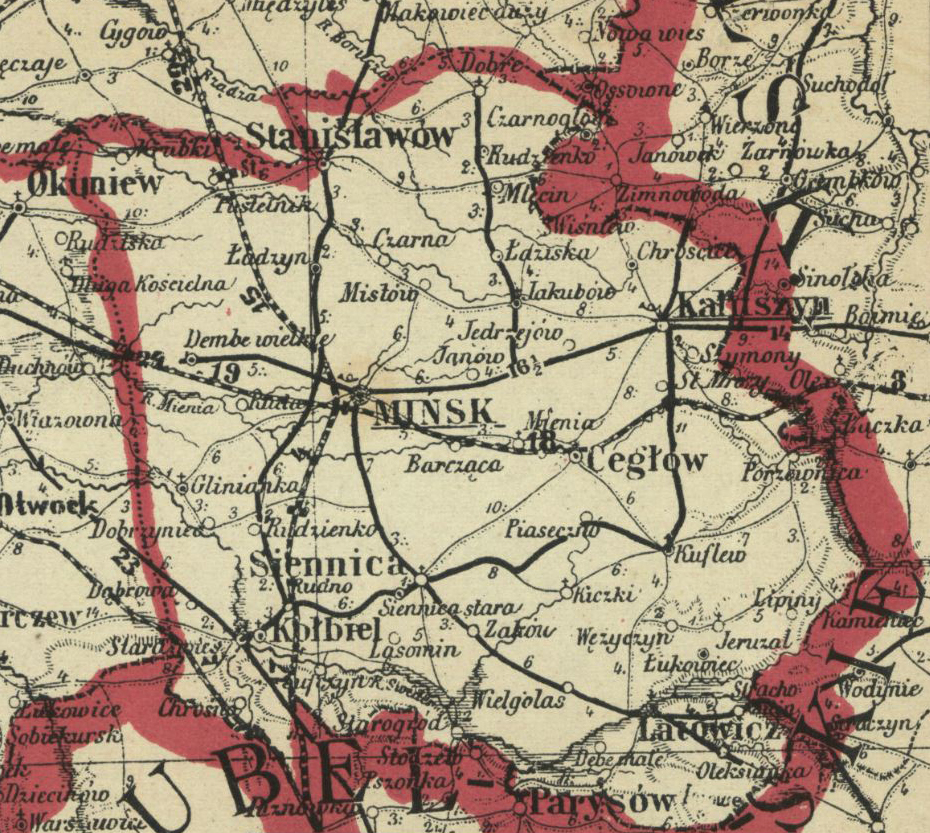
Powiat miński ok. 1920, Mapa województwa warszawskiego, opr. J.M. Bazewicz.

W 1866 na mocy ukazu zlikwidowano powiat stanisławowski, a jego tereny zajęły dwa nowo utworzone powiaty: miński i radzymiński. W 1868 nazwę powiatu mińskiego zmieniono na nowomiński, ze względu na zmianę nazwy głównego miasta na Nowo-Mińsk.
W okresie I wojny światowej powiat miński znalazł się w części Królestwa Polskiego będącej pod okupacją niemiecką. 22 marca 1916 roku połączono powiaty miński i radzymiński w jeden powiat miński. Po zakończeniu I wojny światowej, 2 sierpnia 1919 w obrębie woj. warszawskiego, utworzono powiat miński obejmujący dwa miasta niewydzielone: Mińsk Mazowiecki i Kałuszyn, pięć osad miejskich: Cegłów, Kołbiel, Latowicz, Siennica, Stanisławów oraz 14 gmin wiejskich: Cegłów, Chrościce, Dębe Wielkie, Glinianka, Iwowe, Jakubów, Kołbiel, Kuflew, Latowicz, Ładzyń, Łukówiec, Mińsk, Siennica i Stanisławów. W zbliżonej formie powiat miński przetrwał do wybuchu II wojny światowej.
Powierzchnia powiatu mińsko-mazowieckiego w II Rzeczypospolitej
| Rok                | 1919 | 1920–1927 | 1928–1934 | 1935–1939 |
| ------------------ | ---- | --------- | --------- | --------- |
| Powierzchnia [km²] | 1366 | 1272      | 1304      | 1228      |

Po wojnie powrócono do przedwojennego podziału administracyjnego i Mińsk Mazowiecki i powiat miński ponownie znalazły się w województwie warszawskim.
W 1954 w wyniku kolejnej reformy administracyjnej zlikwidowano podział na gminy i wprowadzono podział na mniejsze gromady. W 1968 powiat mińsko-mazowiecki obejmował następujące gromady: Cegłów, Dębe Wielkie, Dobre, Grodzisk, Groszki Nowe, Iwowe, Jakubów, Jeruzal, Kałuszyn, Kuflew, Latowicz, Ładzyń, Mińsk Mazowiecki, Mrozy, Pustelnik, Rudzienko k. Dobrego, Rudzienko k. Kołbieli, Siennica, Sołki, Stanisławów, Stojadła, Wielgolas i Wiśniew.
W 1973 przywrócono podział na gminy. Obszar powiatu mińskiego podzielono na 2 miasta i 11 gmin. Gmina Kołbiel znalazła się w powiecie otwockim. Natomiast z powiatu otwockiego do powiatu mińskiego przełączono obszary 17 sołectw (oraz z miasta Sulejówka – Długą Szlachecką), które ustanowiły główną część odtworzonej gminy Halinów w powiecie mińskim (osiemnaste sołectwo Teresław przyłączono do gminy Dębe Wielkie), pozostałe sołectwa gminy Halinów zostały przyłączone z powiatu wołomińskiego. Równocześnie z powiatu mińskiego wyłączono sołectwa Dobrzyniec, Oleksin, Rudno i Rudzienko koło Kołbieli, które włączono do gminy Kołbiel w powiecie otwockim, a także sołectwa Iwowe, Laliny i Łopacianka, które włączono do gminy Borowie w powiecie garwolińskim.
1 czerwca 1975 wprowadzono dwustopniowy podział administracyjny. Utworzono województwo siedleckie, w skład którego ze zniesionego powiatu mińskiego weszły miasta Mińsk Mazowiecki i Kałuszyn oraz gminy Cegłów, Dębe Wielkie, Dobre, Jakubów, Kałuszyn, Latowicz, Mińsk Mazowiecki, Mrozy, Siennica i Stanisławów. Jedynie gmina Halinów znalazła się w nowym województwie stołecznym warszawskim.
W 1990, kiedy powrócono do idei samorządu terytorialnego, utworzono Urząd Rejonowy w Mińsku Mazowieckim obejmujący miasto Mińsk Mazowiecki oraz gminy: Cegłów, Dębe Wielkie, Dobre, Jakubów, Kałuszyn – miasto i gminę, Kołbiel, Latowicz, Mińsk Mazowiecki, Mrozy, Poświętne, Siennica, Stanisławów oraz Strachówka.

### Dawne miasta obecnego powiatu
Lista przedstawia dawne ośrodki miejskie i ważniejsze osady powiatu mińskiego z podziałem według dawnych i obecnych funkcji:
- Starogród – osada z końca okresu halsztackiego i początku okresu lateńskiego (500–200 r. p.n.e.), siedziba władz plemiennych, obecnie (w pobliżu) wieś
- Grodzisk – gród wczesnośredniowieczny (XI w.), obecnie wieś
- Latowicz – miasto 1420–1869 r., starostwo niegrodowe 1536–1795 r., od 2023 r. ponownie miasto
- Stanisławów – miasto 1523–1869 r., starostwo niegrodowe 1536–1795 r., miasto obwodowe i powiatowe 1812–1866 r., obecnie wieś gminna
- Siennica d. Janowo – miasto 1526–1869 r., miasto powiatowe 1815–1842 r., od 2024 ponownie miasto
- Dobre – miasto 1530–1852 r., od 2024 ponownie miasto
- Okuniew – miasto 1538–1869 r., miasto powiatowe 1815–1831 r., obecnie wieś
- Kuflew – miasto 1526 – ok. 1800 r., obecnie wieś
- Jeruzal d. Żeliszew – miasto 1533 – ok. 1820 r., obecnie wieś
- Sendomierz – miasto 1549–1695 r., obecnie część Mińska Mazowieckiego
- Cegłów d. Cebrowo – miasto 1621–1869 r., od 2022 r. ponownie miasto

W okresie I Rzeczypospolitej ośrodki te wchodziły pierwotnie w skład własności:
- królewsko-książęcej: Latowicz, Stanisławów (także Starogród, podówczas już jako wieś)
- szlacheckiej: Siennica, Okuniew, Dobre, Kuflew, Jeruzal, Sendomierz (także obecne miasta Mińsk Mazowiecki, Kałuszyn oraz już jako wieś – Grodzisk)
- kościelnej: Cegłów

### Obecny powiat miński

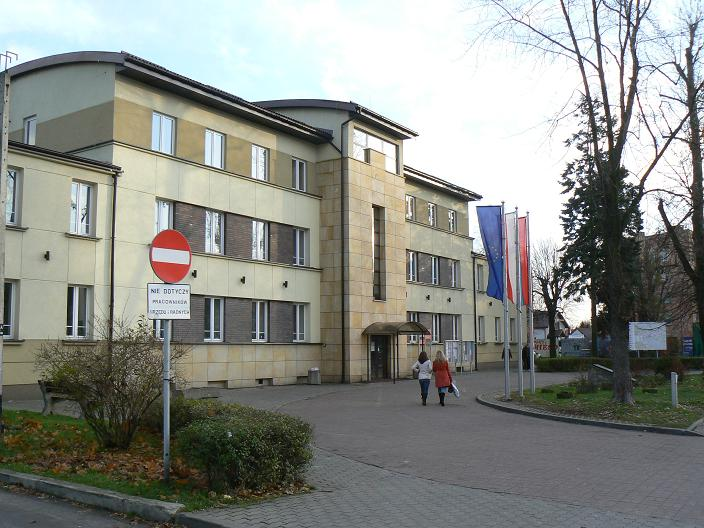
Siedziba starostwa powiatowego

1 stycznia 1999 roku wprowadzono zasadniczą reformę administracyjną, w wyniku której utworzono 16 nowych województw składających się z powiatów. Powstał powiat miński, który znalazł się w województwie mazowieckim. Powiat miński objął swoim obszarem 11 gmin z obszaru byłego województwa siedleckiego: miasto Mińsk Mazowiecki, gminę miejsko-wiejską Kałuszyn oraz gminy wiejskie: Cegłów (miasto od 1 stycznia 2022 r.; gmina miejsko-wiejska), Dębe Wielkie, Dobre, Jakubów, Latowicz, Mińsk Mazowiecki, Mrozy (miasto od 1 stycznia 2014 r.; gmina miejsko-wiejska), Siennica i Stanisławów oraz trzy gminy z byłego województwa warszawskiego: miasta Wesoła i Sulejówek oraz Halinów (miasto od 1 stycznia 2001 roku; gmina miejsko-wiejska).
1 stycznia 2002 roku z powiatu wyłączono gminy miejskie Sulejówek (przejściowo) i Wesołą i przyłączono je do powiatu warszawskiego, po czym wraz z jego zlikwidowaniem 27 października 2002 roku, Wesoła stała się dzielnicą Warszawy, a Sulejówek powrócił do powiatu mińskiego.
W 2001 roku nadano prawa miejskie wsi Halinów, a w roku 2014 wsi Mrozy. Są to najmłodsze miasta w powiecie mińskim, a także jedne z najmłodszych w kraju. W 2022 r. prawa miejskie odzyskał Cegłów (utracone w 1869 r.), w 2023 r. Latowicz (utracone też w 1869 r.). W 2024 r. prawa miejskie odzyskały dwa miasta: Siennica (utracone w 1869 r.) i Dobre (utracone w 1852 r.)

## Warunki naturalne

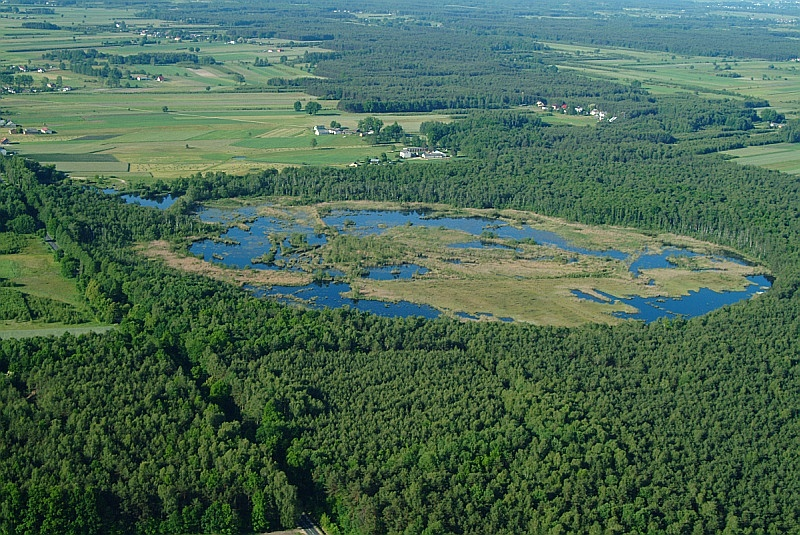
Zdjęcie lotnicze rezerwatu Bagno Pogorzel

Powiat miński położony jest na granicy Niziny Południowopodlaskiej oraz Środkowomazowieckiej. Obejmuje on znaczną część Wysoczyzny Kałuszyńskiej, a ponadto fragmenty Obniżenia Węgrowskiego, Równiny Garwolińskiej oraz Równiny Wołomińskiej. Charakterystyczną cechą tego obszaru jest powolne wznoszenie się terenu w kierunku wschodnim – od ok. 100 m n.p.m. we wschodniej części Równiny Wołomińskiej i Garwolińskiej ku najwyższym partiom Wysoczyzny Kałuszyńskiej (190–223 m n.p.m.), a następnie gwałtowniejsze obniżenie się terenu w kierunku dna Doliny Kostrzynia i Liwca (ok. 120–140 m n.p.m.), płynących przez Obniżenie Węgrowskie.
Najcenniejsze przyrodniczo fragmenty powiatu mińskiego chronione są w obrębie 11 rezerwatów przyrody (Jedlina, Rudka Sanatoryjna, Wólczańska Góra, Świder, Florianów, Bagno Pogorzel, Przełom Witówki, Rogoźnica, Torfowisko Jeziorek, Torfowisko Zawały, Barania Ruda), 4 Specjalnych Obszarów Ochrony Siedlisk (Rogoźnica, Dolina Środkowego Świdra, Torfowisko Czernik oraz Gołe Łąki), Obszaru Specjalnej Ochrony Ptaków Dolina Kostrzynia, Mińskiego Obszaru Chronionego Krajobrazu oraz jednego użytku ekologicznego (Sosny Olszewickie). Ponadto na terenie powiatu mińskiego zlokalizowane są fragmenty Warszawskiego oraz Nadwiślańskiego Obszaru Chronionego Krajobrazu.

## Demografia
Liczba ludności (dane z 30 czerwca 2005):
|        | Ogółem  | Ogółem | Kobiety | Kobiety | Mężczyźni | Mężczyźni |
| osób   | %       | osób   | %       | osób    | %         |           |
| ------ | ------- | ------ | ------- | ------- | --------- | --------- |
| Ogółem | 139 961 | 100    | 71 434  | 51,04   | 68 527    | 48,96     |
| Miasto | 61 776  | 44,14  | 32 391  | 23,14   | 29 385    | 21,00     |
| Wieś   | 78 185  | 55,86  | 39 043  | 27,90   | 39 142    | 27,97     |

▶Wieś vs ▶miasto
Ogółem (▶k, ▶m)
Miasto (▶k, ▶m)
Wieś (▶k, ▶m)
Zmiana liczby ludności na przestrzeni lat (stan na 31 XII):

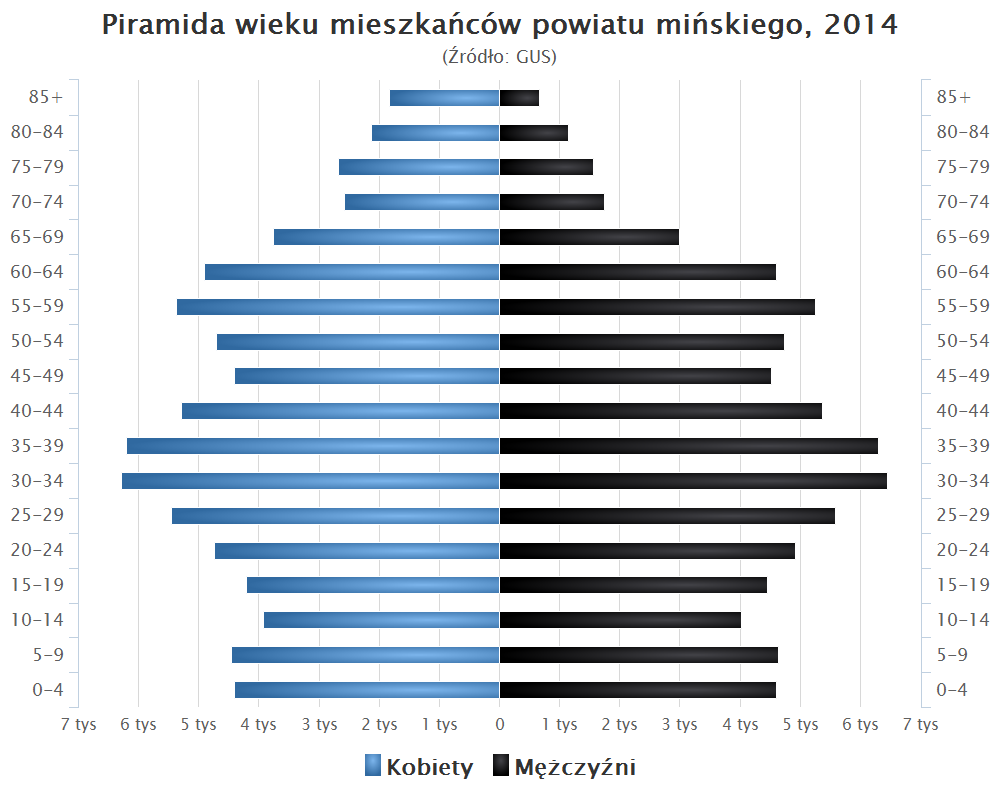
Piramida wieku mieszkańców powiatu mińskiego w 2014 roku

| Rok  | Ogółem  | w tym miasto | w tym wieś | kobiety | mężczyźni |
| ---- | ------- | ------------ | ---------- | ------- | --------- |
| 2007 | 142 433 | 63 138       | 79 295     | 72 895  | 69 538    |
| 2006 | 141 306 | 62 882       | 78 424     | 72 181  | 69 125    |
| 2005 | 14 0547 | 62 249       | 78 298     | 71 777  | 68 770    |
| 2004 | 139 636 | 61 541       | 78 095     | 71 247  | 68 389    |
| 2003 | 139 201 | 61 238       | 77 963     | 70 936  | 68 265    |
| 2002 | 138 639 | 60 760       | 77 879     | 70 639  | 68 000    |
| 2001 | 138 040 | 60 316       | 77 724     | 70 295  | 67 745    |
| 2000 | 137 658 | 59 806       | 77 852     | 70 035  | 67 623    |

## Infrastruktura

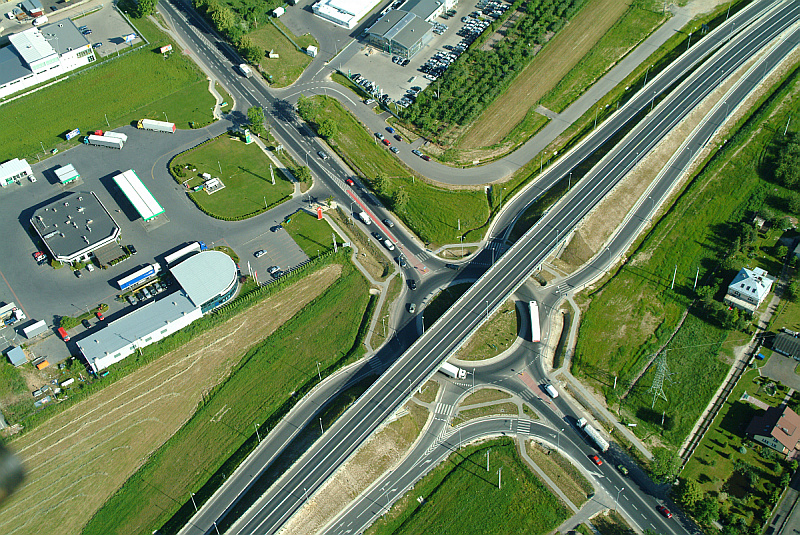
Węzeł drogowy DK50 i DK2

Powiat miński położony jest wzdłuż drogi krajowej nr 2. Przez powiat przebiega także droga krajowa nr 50. Obydwie drogi krzyżują się w miejscowości Stojadła dwupoziomowym węzłem.
Łączna długość dróg w powiecie wynosi 1658 km, z czego na drogi krajowe przypada: 77,5 km; drogi wojewódzkie: 76,3 km, powiatowe: 512,1 oraz gminne: 991,9 km.
Przez powiat przebiegają także linia kolejowa nr 2 wchodząca w skład magistrali kolejowej Paryż – Berlin – Warszawa – Moskwa oraz linia kolejowa nr 13 łącząca Krusze i Pilawę
Na terenie powiatu, znajduje się także lotnisko, jednak pomimo prób przekształcenia go w lotnisko obsługujące loty cywilne, ciągle pozostaje lotniskiem wojskowym.
Oprócz dróg powiat ma także infrastrukturę komunalną rozwiniętą zależnie od regionu (sieci wodociągowe, oczyszczalnie ścieków, sieci gazowe, elektroenergetyczne i telefoniczne).

## Struktura gruntów
Ogólna powierzchnia powiatu wynosi 116 435 ha, w tym:
- użytki rolne 80 109 ha – 68,8%
  - grunty orne – 57 335 ha
  - sady – 1280 ha
  - łąki – 15 207 ha
  - pastwiska – 6287 ha
- lasy i grunty leśne – 24 837 ha – 21,3%
- pozostałe grunty – 11 489 ha – 9,9%

## Administracja i samorząd
Starostowie powiatu mińskiego:
- Julian Grobelny (do 1944)
- Czesław Mroczek (1998–2005) (AWS, PO)
- Antoni Jan Tarczyński (2005-2024) (PSL)
- Remigiusz Lesław Górniak (od 2024) (MWS)

Przewodniczący Rady powiatu mińskiego:
- Sylwester Zbrzezny (1998–2010)
- Mirosław Krusiewicz (2010–2014)
- Daniel Milewski (2014–2015)
- Anna Czyżewska (2015–2018)
- Mirosław Krusiewicz (2018–2024)
- Piotr Pustoła (od 2024)